# Камиларов, Эмил
Эмил Камиларов (болг. Емил Камиларов; 1928 — 4 октября 2007) — болгарский и шведский скрипач.
Учился в Софийской консерватории у Владимира Аврамова, затем в Ленинградской консерватории. В Ленинграде познакомился с советской скрипачкой Диной Шнайдерман, которая стала его женой и уехала с ним в Болгарию. С 1950 г. Камиларов и Шнайдерман играют вместе; в 1958 г. их дуэт получил название «Дешка». В 1972 г. Камиларов и Шнайдерман основали Болгарский камерный оркестр и были его концертмейстерами. Кроме того, Эмил Камиларов в 1961 г. стал лауреатом Международного конкурса скрипачей имени Паганини.
С начала 1980-х гг. Камиларов и Шнайдерман жили в Швеции. Их сын — также известный скрипач Стефан Камиларов.